# Nîzove, Novoarhanhelsk
Nîzove (în ucraineană Низове) este un sat în comuna Kalnîbolota din raionul Novoarhanhelsk, regiunea Kirovohrad, Ucraina.

## Demografie
Componența lingvistică a localității Nîzove
     Ucraineană (92,31%)
     Rusă (7,69%)
Conform recensământului din 2001, majoritatea populației localității Nîzove era vorbitoare de ucraineană (92,31%), existând în minoritate și vorbitori de rusă (7,69%).